# Херон, Джулия
Джу́лия Хе́рон (англ. Julia Heron; 21 ноября 1897, Монтана, США — 9 апреля 1977, Лос-Анджелес, Калифорния, США) — американская художница-постановщица. Лауреат премии «Оскар» (1961) в номинации «Лучшая работа художника-постановщика» за фильм «Спартак» (1960) и четырёхкратная номинантка на премию (1942, 1943, 1945, 1960) в той же номинации за фильмы «Леди Гамильтон» (1941), «Книга джунглей» (1942), «Казанова Браун» (1944) и «Великий рыбак» (1959), соответственно.

## Биография и карьера
Джулия Херон родилась 21 ноября 1897 года в штате Монтана, США.
Она получила премию «Оскар» (1961) и была номинирована ещё четыре раза в категории «Лучшая работа художника-постановщика». Она работала над более чем 100 фильмами между 1930 и 1969 годами.
Херон скончалась 9 апреля 1977 года в Лос-Анджелесе (штат Калифорния, США) на 80-м году жизни.

## Избранная фильмография
- 1933 — «Секреты» / Secrets
- 1935 — «Зов предков» / Call of the Wild
- 1935 — «Осведомитель» / The Informer
- 1936 — «Приди и владей» / Come and Get It
- 1937 — «Тупик» / Dead End
- 1937 — «Ураган» / The Hurricane
- 1939 — «Грозовой перевал» / Wuthering Heights
- 1940 — «Наш городок» / Our Town
- 1940 — «Иностранный корреспондент» / Foreign Correspondent
- 1940 — «Человек с Запада» / The Westerner
- 1940 — «Долгий путь домой» / The Long Voyage Home
- 1941 — «Леди Гамильтон» / That Lady Hamilton
- 1942 — «Книга джунглей» / Jungle Book
- 1942 — «Быть или не быть» / To Be or Not to Be
- 1943 — «Край тьмы» / Edge of Darkness
- 1943 — «Дозор на Рейне» / Watch on the Rhine
- 1944 — «Женщина в окне» / The Woman in the Window
- 1946 — «Дневник горничной» / The Diary of a Chambermaid
- 1946 — «Лучшие годы нашей жизни» / The Best Years of Our Lives
- 1947 — «Жена епископа» / The Bishop’s Wife
- 1950 — «Край гибели» / Edge of Doom
- 1950 — «Харви» / Harvey
- 1951 — «Голливудская история» / Hollywood Story
- 1952 — «Весь мир в его объятиях» / The World in His Arms
- 1953 — «Эбботт и Костелло отправляются на Марс» / Abbott and Costello Go to Mars
- 1955 — «Эбботт и Костелло встречают полицейских из Кистоуна» / Abbott and Costello Meet the Keystone Kops
- 1955 — «Месть Твари» / Revenge of the Creature
- 1955 — «Этот остров Земля» / This Island Earth
- 1955 — «Всё, что дозволено небесами» / All That Heaven Allows
- 1956 — «Слова, написанные на ветру» / Written on the Wind
- 1957 — «Стамбул» / Istanbul
- 1958 — «Нечто, которое не могло умереть» / The Thing That Couldn’t Die
- 1959 — «Имитация жизни» / Imitation of Life
- 1959-1962 — «Альфред Хичкок представляет» / Alfred Hitchcock Presents
- 1960 — «Спартак» / Spartacus
- 1961 — «Великий самозванец» / The Great Impostor
- 1966 — «Семейка монстров» / The Munsters